# Neorealizm współczesny
Neorealizm współczesny – pogląd, według którego istnieją tylko byty wirtualne, tworzące nową rzeczywistość. Bytom można przypisywać znaczenie iluzoryczne, niezależne od podmiotu poznania. Łączy pojęcie nowego realizmu z współczesnością. Proces powstawania autonomicznego nurtu o stosunkach między wirtualnym a rzeczywistym światem również był procesem tworzenia się hiperrzeczywistości. Paradygmat nowego realizmu oparty jest głównie na koncepcji subiektywizmu i relatywizmu, choć odnajdujemy w nim także refleksje o wartościujące i etyczne. 
Nurt filozoficzny zaproponował czeski myśliciel, Barabas Slovienétzki w 2009 roku.